# Yamabushi
Yamabushi (山伏 "el que se postra en las montañas"?), es una clase de eremitas budistas japoneses seguidores de la doctrina del shugendō, una integración del budismo esotérico de la escuela Shingon con elementos del taoísmo y el sintoísmo. Habitualmente, los yamabushi llevaban una vida solitaria y ascética en las montañas, aunque también podían asociarse con ciertos templos, y también fueron conocidos por participar en batallas al lado de los samuráis y los sōhei.
En la actualidad, el término ubasoku-yamabushi es usado para designar a practicantes del shugendō. Esta religión hace un gran énfasis en el ascetismo y en pruebas de resistencia, y todavía puede verse hoy en día representada en los sacerdotes de túnica blanca portadores de horagai en el lugar sagrado del shugendō, Dewa Sanzan, y en las montañas sagradas de Kumano y Omine.

## Historia
Los yamabushi comenzaron como yamahoshi, grupos aislados en la montaña de ermitaños, ascetas o hijiri (聖 “hombres santos”), quienes seguían el camino del shugendō, una búsqueda de las energías espirituales, místicas o sobrenaturales obtenidas a través del ascetismo. Se desconoce el fundador de esta tradición, pero muchos son los mitos que señalan como tal a En no Gyoja. Los hombres que siguieron este camino recibieron numerosos nombres, por ejemplo, kenja, kenza y shugenja. Estos místicos de la montaña llegaron a ser conocidos por sus habilidades místicas y conocimientos de lo oculto; siendo solicitados como curanderos, sanadores o médiums, conocidos como miko.
La mayor parte de estos ascetas, además de su dedicación al shugendō, estudiaban las enseñanzas de la Escuela Budista del Tiantai (Tendaishū) o bien las del budismo Shingon, establecido por Kobo Daishi en el siglo VIII. Shingon fue una de las primeras escuelas esotéricas del budismo japonés, según la cual la iluminación se consigue a través del aislamiento, el estudio y la contemplación tanto de uno mismo como de la naturaleza y del mándala, imágenes esotéricas propias de la filosofía budista. Las escuelas Shingon y Tendaishū encontraron en las montañas el lugar ideal para esta clase de aislamiento y la contemplación de la naturaleza.
En sus retiros en la montaña, estos monjes no sólo estudiaron la naturaleza y los textos e imágenes religiosos y espirituales, sino también una variedad de artes marciales. Así, al igual que los sohei, los yamabushi llevaron a ser tanto guerreros como monjes.
Mientras que su reputación como conocedores de lo místico iba aumentando, al igual que su organización, muchos de estos maestros de las disciplinas ascéticas comenzaron a ser designados a las altas posiciones espirituales en la jerarquía de la corte. Los monjes y sus templos comenzaron a ganar influencia política. Durante el período Nanboku-cho, en los siglos XIII y XIV, los yamabushi habían formado cohortes organizadas llamadas konsha. Estas, junto con los sōhei y otros monjes, comenzaron a tomar la dirección desde los templos centrales de sus sectas. Ayudaron al emperador Go-Daigo en sus tentativas por derrocar al shogunato de Kamakura, demostrando sus habilidades de guerrero llegando a desafiar a los ejércitos de samuráis del shōgun.
Varios siglos más tarde, durante el período Sengoku, los yamabushi se podían encontrar entre los consejeros y los ejércitos de prácticamente cada competidor importante para el dominio de Japón. Algunos, conducidos por Takeda Shingen, ayudaron a Oda Nobunaga contra Uesugi Kenshin en 1568, mientras que otros, incluyendo al abad Sessai Choro, apoyaron a Tokugawa Ieyasu. Muchos lucharon junto a los también monjes, los Ikko-ikki, contra Oda Nobunaga, quien los derrotó, poniendo fin a la época de los monjes guerreros.
En 1800 el número de yamabushis era considerable y se contabilizaron cerca de 170.000. En nuestros días debe haber solamente unos 10 000. Los verdaderos ascetas son todavía más raros, viven aislados en las montañas y apenas existe la posibilidad de acercase a ellos, por otra parte se desconoce su número.

## Costumbres
Los sacerdotes japoneses yamabushi son religiosos únicos en el Japón.
Actualmente se cree que pertenecen al budismo japonés, ya que entre los budistas de China, Corea e India no existe esta costumbre. La tradición yamabushi existió en Japón aun antes de que el Budismo fuera importado en el siglo VII. La ropa usada por los yamabushi es básicamente blanca, aunque pueden encontrarse otros colores. En la frente se colocan una pequeña caja negra llamada tokin, que se ata a su cabeza con un cordón negro.

## Armas, estilo y entrenamiento
Como los demás monjes guerreros, los yamabushi eran expertos en el uso de una amplia variedad de armamento. No debe sorprender encontrar referencias a ellos luchando con arco (yumi) o con espada larga y espada corta (daisho). Sin embargo, al igual que sucedía con los sōhei y los ikkō-ikki, el arma más utilizada por los yamabushi era la naginata.
Además de sus capacidades espirituales o místicas, a menudo se atribuye a los yamabushi un nivel experto en la práctica del ninjutsu, el arte de los ninja. Se sabe que los monjes de la montaña habían luchado junto a los ninja, ayudándolos de múltiples maneras desde la clandestinidad. Y se sabe que una práctica común de los ninja era disfrazarse de monjes o ascetas de la montaña, para pasar más fácilmente inadvertidos en ciertos ambientes.